# Roy Harper

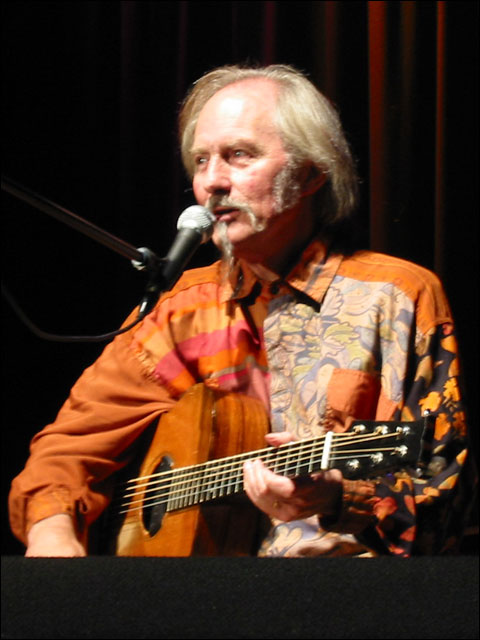
Roy Harper (2001)

Roy Harper (Manchester, 12 juni 1941) is een Engelse blues-, rock- en folkzanger. Vele Britse musici zijn door hem geïnspireerd.

## Biografie
Na de dood van zijn moeder groeide hij op in Blackpool bij zijn vader en stiefmoeder, met wie hij niet kon opschieten vanwege haar geloof (Jehova's getuigen). Zijn antireligieus standpunt werd later een bekend thema in zijn muziek.
Hij zong de lead in Have a Cigar op het album Wish You Were Here van Pink Floyd. Hij is ook bekend van het lied Hats Off to (Roy) Harper op het album Led Zeppelin III. Harper maakte ruim twintig albums, waarvan acht voor Harvest, het progressieve EMI-label. In die zin was hij een collega van onder anderen Deep Purple en Pink Floyd. Toen hij Have a Cigar voor het album Wish You Were Here zong, was hij zelf druk bezig met zijn album H.Q.
In 1977 had hij een hit met One of those days in England, met Paul en Linda McCartney in de achtergrondvocalen.
Roy heeft de jaren tachtig en negentig overleefd en heel wat platen gemaakt. Rond 1986 zelfs nog weer voor EMI, waarmee hij een haat-liefdeverhouding heeft. Na 2000 hield de stroom platen op; wel verscheen in 2006 zijn eerste en enige dvd.
In 1999 werd hij opgenomen in America's Old Time Country Music Hall of Fame.

## Discografie
- Sophisticated Beggar (1967)
- Come Out Fighting Ghengis Smith (1967)
- Folkjokeopus (1969)
- Flat Baroque And Berserk (1970)
- Stormcock (1971)
- Lifemask (1973)
- Valentine (1974)
- Flashes From The Archives Of Oblivion (1974, live)
- HQ (1975, met Chris Spedding, Bill Bruford & Dave Cochrane)
- Bullinamingvase (1977)
- Harper 1970-1975 (1978)
- The Unknown Soldier (1980, met Kate Bush)
- Work Of Heart (1982)
- Born In Captivity (1984)
- What Ever Happened To Jugula? (1985, met Jimmy Page)
- In Between Every Line (1986)
- Descendants Of Smith/Garden Of Uranium (1988)
- Loony On The Bus (1988)
- Once (1990)
- Burn The World (1990)
- Death Or Glory? (1992)
- Unhinged (1993)
- Commercial Breaks (1994)
- An Introduction To ...(1994)
- Live At Les Cousins '69 (1996)
- The BBC Tapes, Volume I (1997)
- The BBC Tapes, Volume II (1997)
- The BBC Tapes, Volume III (1997)
- The BBC Tapes, Volume IV (1997)
- The BBC Tapes, Volume V (1997)
- The BBC Tapes, Volume VI (1997)
- Poems, Speeches, Thoughts & Doodles (1997)
- The Dream Society (1998)
- The Green Man (2000)
- East Of The Sun (2000)
- Royal Festival Hall London - June 10th 2001 (2001)
- Today Is Yesterday (2002)
- The Death Of God - cd-single (april 2005)
- Counter Culture - dubbele compilatie-cd (mei 2005)
- Beyond The Door - dvd (december 2005)
- Roy Harper - Songs Of Love And Loss - compilatie (2011)
- Man and Myth (2013)

- Biblioteca Nacional de España: XX964886
- Bibliothèque nationale de France: cb14042664x (data)
- Gemeinsame Normdatei: 134673778
- International Standard Name Identifier: 0000 0001 1493 5702
- Library of Congress Control Number: no98070043
- MusicBrainz: 8fc0c1d2-9be0-464f-98ee-ae7ae5b0086b
- Nationale Bibliotheek van Tsjechië: js20020429015
- Virtual International Authority File: 73471037